# 1690 год в науке
В 1690 году произошли различные научные и технологические события, некоторые из которых представлены ниже.

## События
- 3 февраля — в североамериканской английской «Колонии Массачусетского залива» состоялся первый в Америке выпуск бумажных денег.
- Джованни Доменико Кассини обнаружил дифференциальное вращение атмосферы Юпитера[1].
- Декабрь — королевский астроном Джон Флемстид в Гринвиче, как выяснилось много позднее, первым наблюдал планету Уран, но принял её за звезду. Впоследствии он наблюдал Уран ещё несколько раз, однако сохранил своё заблуждение. Открытие Урана состоялось только в 1781 году[2].
- Французский изобретатель Дени Папен построил первую работающую модель паровой машины для откачки воды из шахт[3].
- Эдмунд Галлей сконструировал первую модель водолазного колокола[4].

## Публикации
- Посмертно издан классический звёздный атлас Яна Гевелия «Уранография», содержащий 1564 звезды.
- Венецианский картограф Винченцо Мария Коронелли опубликовал монументальный атлас мира «Atlante Veneto»[5].
- Французский математик Мишель Ролль в своём трактате «Traité d'Algebre» дал первое в Европе описание общего алгоритма решения линейных систем уравнений, ныне известного как «метод Гаусса».
- Жак Озанам опубликовал «Математический словарь» (фр. Dictionnaire mathematique).
- Ньютон написал антитринитаристский трактат «Историческое прослеживание двух заметных искажений Священного Писания». Законодательный акт 1697 года «О подавлении богохульства и нечестия» запрещал отрицание Троицы под страхом тюрьмы, поэтому сочинение Ньютона было издано только в более терпимом 1754 году.

## Родились
См. также: Категория:Родившиеся в 1690 году
- 18 марта — Христиан Гольдбах, немецкий математик, поставивший до сих пор не решённую «проблему Гольдбаха» (умер в 1764 году).

## Скончались
См. также: Категория:Умершие в 1690 году
- Октябрь – Уильям Болл, английский астроном, исследователь Сатурна, один из основателей Лондонского королевского общества и первый его казначей (род. около 1631 года).